# Vondelpark

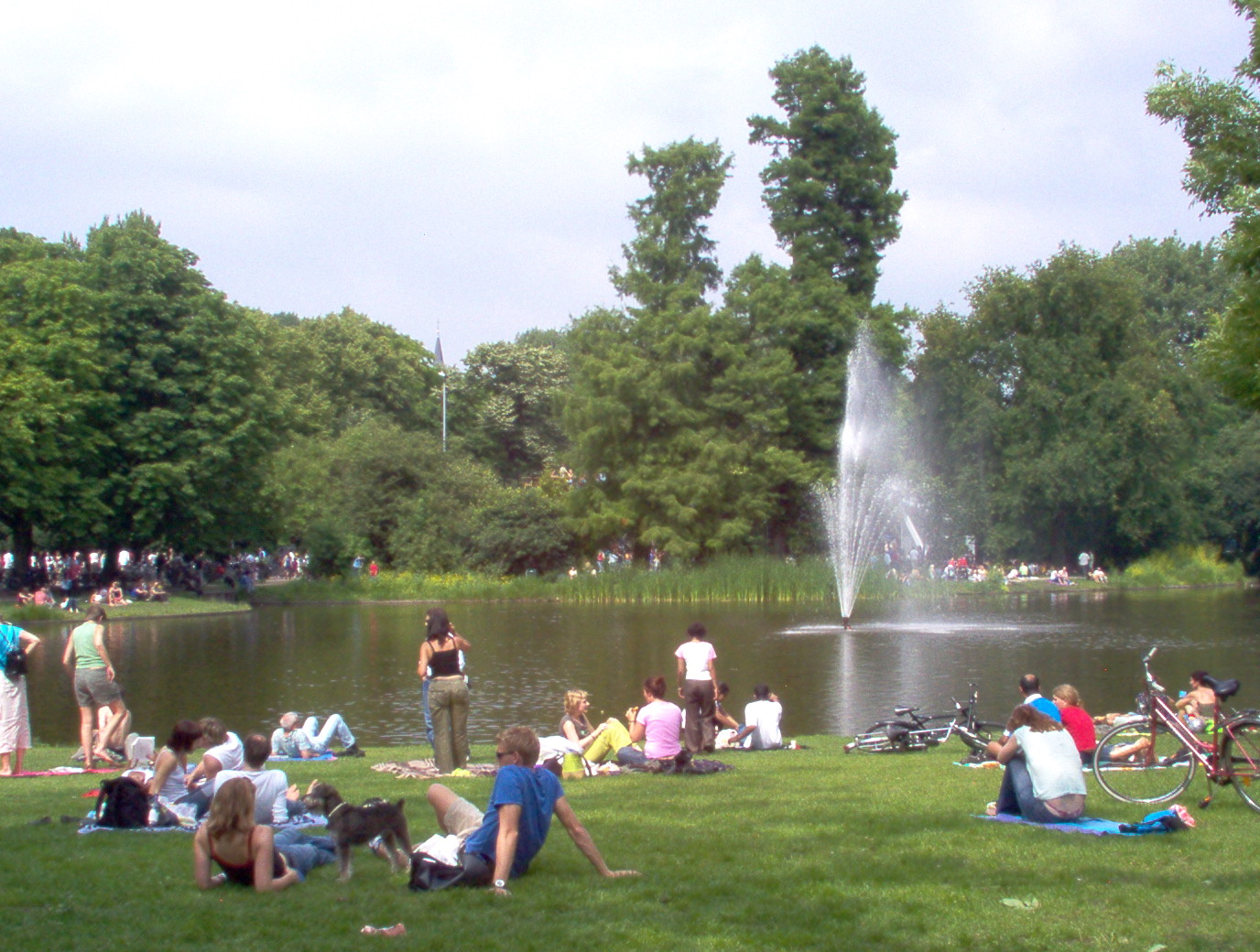
Parken 2005

Vondelpark är Amsterdams största stadspark på omkring 45 hektar, uppkallad efter Joost van den Vondel. Parken har över 10 miljoner besökare per år och folk från hela världen kommer för att slappa i gräset, åka rullskridskor, cykla, lyssna på gratiskonserter. Där finns även ett antal lekplatser och kaféer. Parken ligger i centrala Amsterdam med gångavstånd till både Museumplein och Leidseplein. Parken invigdes 1865.